# رؤیای کاوالیر
رؤیای کاوالیر (انگلیسی: The Cavalier's Dream) فیلمی در ژانر صامت و سیاه و سفید به کارگردانی ادوین اس پورتر است که در سال ۱۸۹۸ منتشر شد.